# Человек в лабиринте
«Человек в лабиринте» (англ. The Man in the Maze) — научно-фантастический роман Роберта Силверберга. Впервые опубликован в 1968. В России опубликован в 1990, существуют два русских перевода.
Роман является парафразом известного сюжета о греческом герое Филоктете и отсылает в своих основных моментах к перипетиям драмы Софокла «Филоктет». Во время остановки на пустынном острове Лемнос Филоктета укусила гадюка, его рана начала издавать нестерпимое зловоние, и по предложению Одиссея страдальца оставили одного на острове. Однако во время осады Трои возникла необходимость в его стрелах, которые герой унаследовал от Геракла. Герой Неоптолем (сын погибшего друга Филоктета Ахилла) по наущению Одиссея явился к изгнаннику, Филоктет согласился было ехать, но, увидев Одиссея, сначала хотел убить его, потом себя, в итоге всё же примирился и поехал под стены Трои, в падении которой сыграл одну из ведущих ролей. Герои повествования Бордман и Раулинс в своих действиях по налаживанию диалога с Мюллером, ставшим изгнанником-мизантропом, во многом похожи на персонажей Софокла Одиссея и Неоптолема.

## Описание сюжета
Действие происходит в будущем. Главный герой — Ричард Мюллер, бывший дипломат, скрывается от людей на далёкой планете Лемнос. Там он живёт в центре древнего города-лабиринта, построенного давно исчезнувшей расой. Внешние зоны лабиринта наполнены смертельными ловушками для пытающихся вторгнуться в его центральные зоны. Лабиринт считался непреодолимым, пока туда не проник Мюллер.
Мюллер честно служил человечеству, объездил сотни миров, терпел лишения и опасности. Его друг Чарльз Бордман предложил ему вступить в контакт с обитателями четвёртой планеты Беты Гидры — единственной разумной расой, обнаруженной в Галактике. В соседней галактике обнаружен некий вид высокоразумных существ, и Мюллер должен попробовать заручиться помощью гидран. Мюллер провёл там пять месяцев, но так и не сумел наладить с ними контакт. Вернувшись он обнаружил, что гидраны наделили его способностью телепатически излучать всё самое плохое, что есть в его чувствах. Окружающие не могут вынести его близости за десяток метров. Земная наука оказывается бессильной исцелить его, и Мюллер удаляется в добровольное изгнание.
Однако за ним прибывает экспедиция Бордмана. Люди, теряя сначала десятки роботов, а потом и нескольких своих коллег, постепенно достигают центра лабиринта. Нед Раулинс, сын погибшего друга Мюллера, устанавливает с ним контакт и лжёт ему, обещая исцеление. Мюллер соглашается ехать, но совесть мучает Раулинса, и он рассказывает Мюллеру правду. Существа из другой галактики добрались до миров людей и уже поработили шесть из них. Они абсолютно чужды людям, имеют гигантские размеры, видят весь спектр излучения (в том числе видимый для человека), общаются между собой телепатически, происходят с газовой планеты, сами ничего не могут сделать, но способны поработить обитателей целых планет. Возможно, они просто не понимают, что люди являются разумной расой, и нужен человек, который может излучать телепатически и способен вступить с ними в контакт.
После драматичной встречи с Бордманом Мюллер соглашается. Он летит на край галактики и, долетев до порабощённой планеты, попадает внутрь спутника инопланетян на её орбите. Существо словно бы выпивает всю его эманацию и отпускает героя восвояси. Встретившись с Раулинсом Мюллер обнаруживает, что больше не излучает, но всё равно возвращается в лабиринт Лемноса.